# Bruno Cosme
Bruno Cosme (ur. 20 grudnia 1962 we Francji) – francuski duchowny katolicki posługujący w Kambodży, misjonarz, członek Towarzystwa Misji Zagranicznych w Paryżu, w latach 2019–2022 administrator apostolski sede vacante prefektury apostolskiej Kompong Cham. 

## Życiorys
Święcenia kapłańskie przyjął 3 lipca 1994. 25 lipca 2019 roku został administratorem apostolskim sede vacante prefektury apostolskiej Kompong Cham. 